# Mil Mi-8

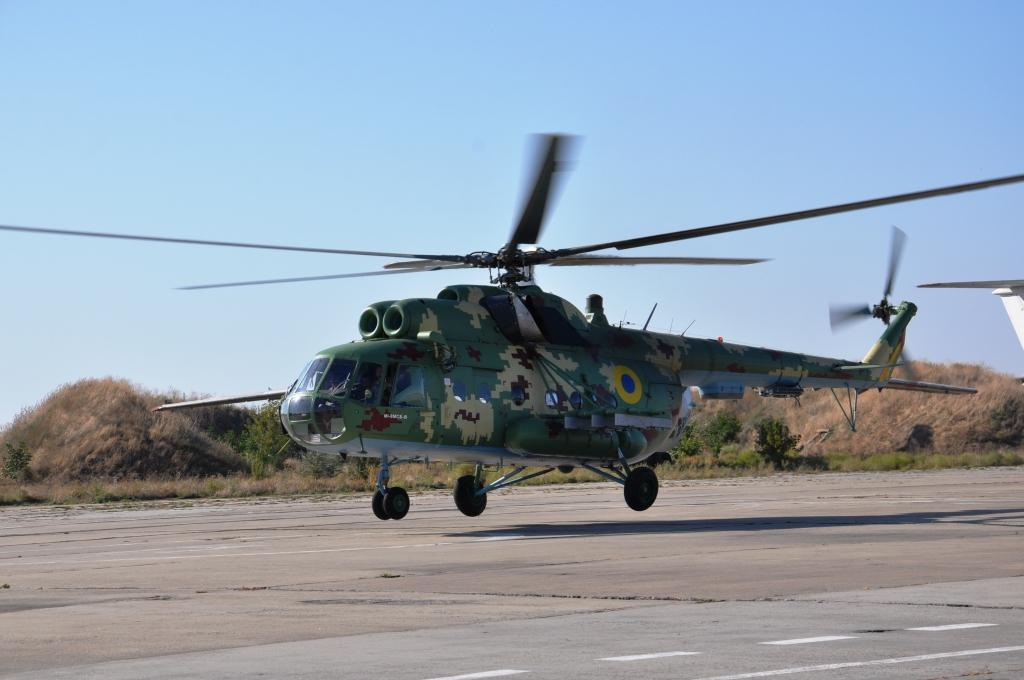
Un Mi-8MSB de la marine ukrainienne en 2019.

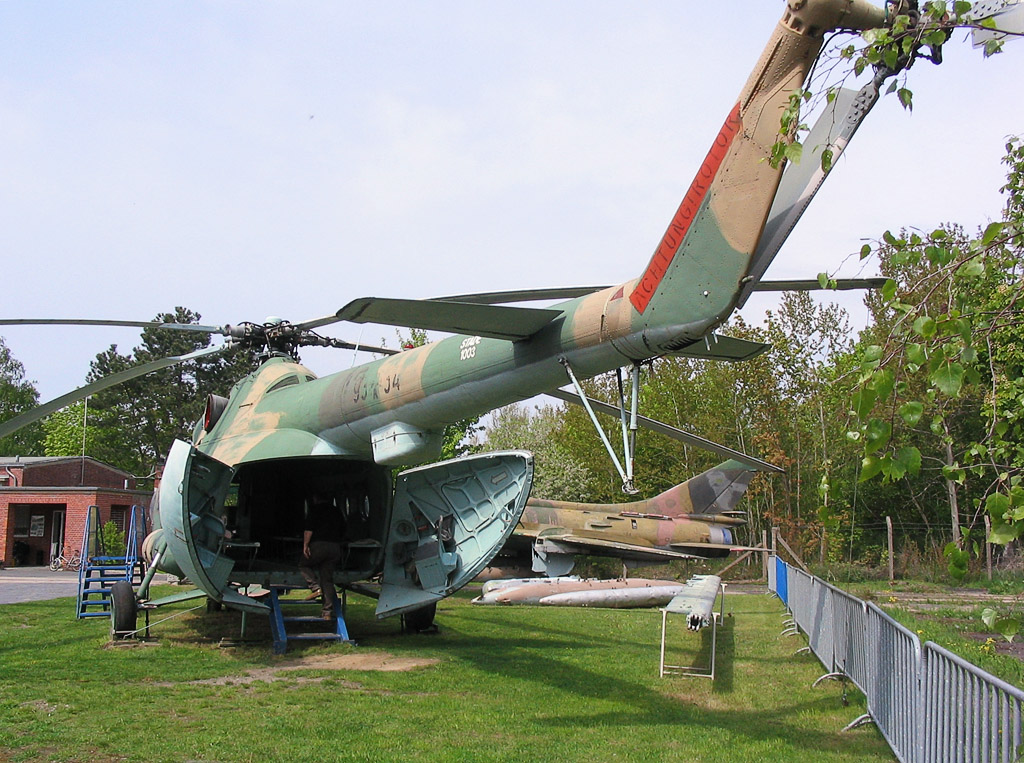
Mil Mi-8T, avec rampe arrière ouverte.

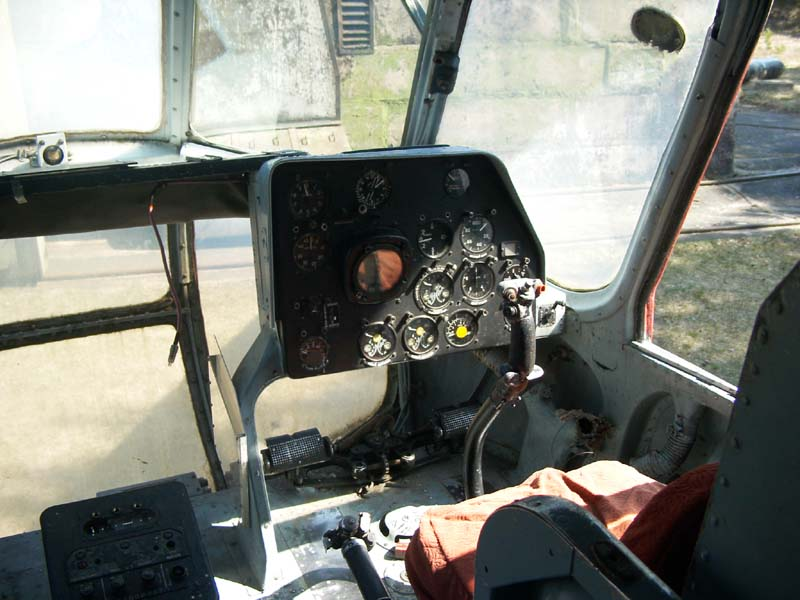
Mil Mi-8T de la compagnie Interflug; vue du cockpit.

Le Mil Mi-8 (en russe : « Ми-8 »), désigné par l'OTAN « Hip » (« Haze » pour sa version marine), est un hélicoptère polyvalent conçu et fabriqué en URSS (plus tard en Russie) par Mil à Kazan et Oulan-Oudé. Son premier vol a lieu en juin 1961. Il remplace le Mil Mi-4, équipé d'un moteur à pistons.
La version Mi-9 est un PC volant, tandis que la version marine Mi-14 (Code OTAN : « Haze ») se distingue par son fuselage en forme de coque de bateau. On peut en voir un exemplaire au musée militaire de l'ancienne base de Peenemünde.

## Développement
Mikhail Mil a initialement contacté le gouvernement soviétique avec une proposition visant à concevoir un tout nouvel hélicoptère bimoteur à turbine en 1959, après le succès du Mil Mi-4 et l'émergence et l'efficacité des turbines utilisées dans le Mil Mi-6. Après conception et développement, le Mi-8 a ensuite été introduit dans l'armée de l'air soviétique en 1967.
L'armée soviétique s'est initialement prononcée contre un nouvel hélicoptère, car elle se contentait du Mil Mi-4. Pour contrer cela, Mikhaïl Mil a proposé que le nouvel hélicoptère soit davantage une mise à jour de nouveaux moteurs à turbine qu'un hélicoptère entièrement nouveau, ce qui a persuadé le conseil des ministres de procéder à la production. En raison de la position du moteur, cela a permis à Mikhail Mil de justifier la refonte de toute la moitié avant de l'avion autour du seul moteur. Le prototype, nommé V-8, a été conçu en 1958 et basé sur le Mil Mi-4 avec une cabine plus grande. Propulsé par un turbomoteur Soloviev AI-24 de 2 010 kW, le prototype monomoteur V-8 a effectué son vol inaugural en juin 1961 et a été présenté pour la première fois lors du défilé de la Journée de l'aviation soviétique (Touchino) en juillet 1961.
Lors d'une visite officielle aux États-Unis en septembre 1959, Nikita Khrouchtchev a effectué pour la première fois un vol à bord de l'hélicoptère présidentiel S-58 et aurait été extrêmement impressionné. A son retour de Khrouchtchev ordonna la création d'un hélicoptère similaire, qui devait être prêt pour la visite de retour du président américain. Une version de luxe du Mi-4 fut rapidement créée et Khrouchtchev effectua un vol d'inspection, au cours duquel Mikhaïl Mil proposa que son hélicoptère en développement était plus adapté. Cependant, il serait nécessaire d'avoir un deuxième moteur pour plus de fiabilité.
Cela a donné à Mil le pouvoir, sous les ordres de Khrouchtchev, de construire l'hélicoptère bimoteur original, qui, pour la première fois dans l'histoire soviétique, aurait besoin de moteurs à turbine spécialement conçus, plutôt que de ceux adaptés des avions à voilure fixe (comme dans le Mil Mi -6 et le premier prototype V-8) et une toute nouvelle boîte de vitesses du rotor principal qui serait conçue en interne pour la première fois. En mai 1960, Mikhaïl Mil reçut l'ordre de créer son hélicoptère bimoteur. Le bureau de conception de Sergei Isotov a accepté la tâche de créer les moteurs.

## Généralités

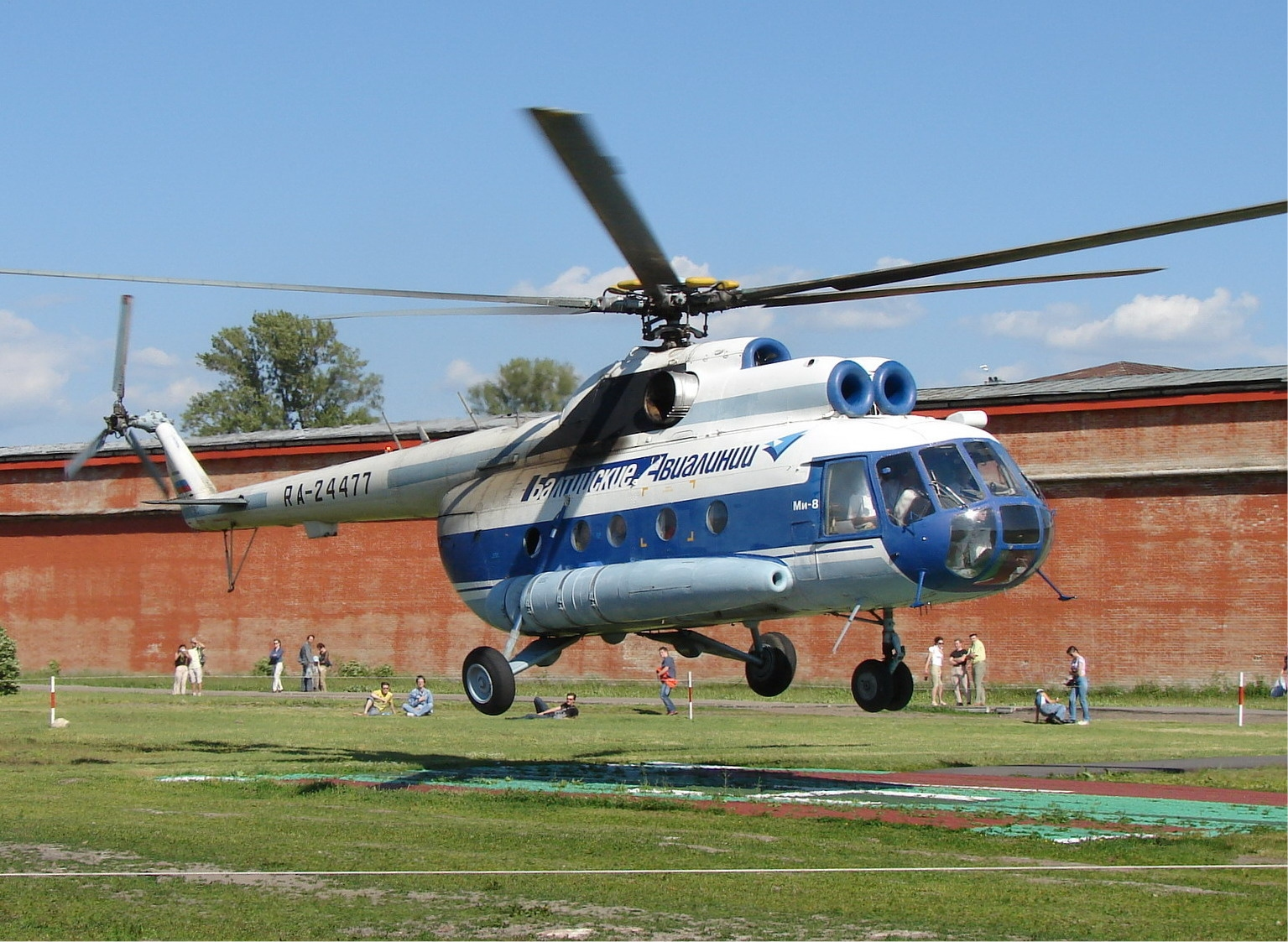
Mil Mi-8 de la Baltic Airlines, utilisé pour des vols de plaisances, des évacuations aériennes et des prestations commerciales.

Conçu au départ comme un simple hélicoptère de transport, il montra rapidement des aptitudes pour toutes sortes de missions de combat, comme l'appui-sol à l'aide de roquettes et d'un canon. Il peut être équipé d'un treuil, capable de soulever une charge de 3 t, plus un treuil de sauvetage pouvant soulever une charge de 150 kg.
Son rotor principal à 5 pales est entraîné par deux turbomoteurs Klimov, et l'appareil est capable de voler sur un seul de ses moteurs en cas de panne de l'autre. Son train d'atterrissage n'est pas rétractable. Le point d'emport de l'armement est situé sous le fuselage. Quelques variantes disposent de points d'emport supplémentaires sur des moignons d'ailes latéraux. Une mitrailleuse peut être fixée dans le poste de pilotage, le tireur étant allongé à plat ventre sur le plancher, entre les pilotes. En plus des missions militaires, le Mi-8 sert au transport de personnes et de grue volante.
Il est le seul hélicoptère de son époque avec le Chinook et le Sud-Aviation SA321 Super Frelon à disposer d'une rampe de chargement par l'arrière, que l'on retrouve par la suite dans le Mil Mi-17 ou le NH-90.
La fabrication totale (y compris la version évoluée Mil Mi-17) depuis le début de la production en série en 1964 se monte à environ 12 000 exemplaires. Il a été (et est parfois encore) mis en œuvre dans 43 pays[Quand ?]. 
Il est toujours commercialisé en 2024.
Un exemplaire (vandalisé) de l'armée de l'ancienne RDA (NVA) est exposé au « musée de la frontière » (Grenzmuseum) de Mödlareuth.

## Versions
- V-8 (OTAN : « Hip-A ») : Prototype original monomoteur ;
- V-8A : Prototype équipé de deux turbomoteurs Klimov TV2-117 ;
- V-8AT : (« Транспортный », « Transport ») Prototype de la version utilitaire Mi-8T ;
- Mi-8 (OTAN : « Hip-B ») : Prototype bimoteur ;
- Mi-8TG : Conversion opérant au GPL ;
- Mi-18 : Modification d'un Mi-8 existant. Deux Mi-8 furent allongés de 90 cm, le train devenant rétractable. Ajout d'une porte coulissante à la droite du fuselage. Le Mi-18 fut utilisé lors de l'invasion de l'Afghanistan.

### Versions de transport militaire de base
- Mi-8T (OTAN : « Hip-C ») : (« Транспортный », « Transport ») Première version construite en masse, pouvant emporter quatre conteneurs à roquettes non-guidées UV-16-57, et une ou deux mitrailleuses PK montées latéralement ;
- Mi-8TV : (« Транспортный, Vooruzhennyi », « Transport, Armé ») Version armée du Mi-8T ;
- Mi-8TVK (OTAN : « Hip-E », a.k.a Mi-8TB) : version d'appui aérien. Deux pylônes externes supplémentaires. Montage d'une mitrailleuse KV-4 de 12,7 mm dans le nez. Roquettes S-5 de 57 mm, six pylônes à roquettes UV-32-57, ou bombes de 250 kg ou quatre missiles antichars AT-2 Swatter (en) ;
- Mi-8TBK (OTAN : « Hip-F ») : Version armée d'exportation, équipée de six supports pour missiles AT-3 Sagger.

### Versions de guerre électronique
- Mi-8IV (OTAN : « Hip-G », a.k.a. Mi-9) : Poste de commandement aéroporté équipé du système « Ivolga », se caractérisant par diverses antennes et un radar Doppler dans la section de queue ;
- Mi-8PP (OTAN : « Hip-K ») : Plateforme équipée du système « Polye » (champ). À partir de 1980, cet appareil fut rééquipé du système « Akatsiya » et redésigné Mi-8PPA. Ce modèle, conçu pour l'escorte de troupes, se reconnait aux six antennes en forme de X montées de chaque côté du fuselage arrière ;
- Mi-8PD : Version poste de commandement polonaise ;
- Mi-8SMV (OTAN : « Hip-J ») : Plateforme de brouillage équipée du système « Smalta-V », caractérisée par deux petits conteneurs visibles de chaque côté du fuselage. Utilisée pour la protection d'avions menant des attaques air-sol ;
- Mi-8VPK (OTAN : « Hip-D », a.k.a. Mi-8VzPU) : Plateforme de communications.

### Autres versions militaires
- Mi-8AD : Version utilisant le système de conteneur de mines VSM-1. Chaque conteneur contenant 29 cassettes KSO-1 de mines antipersonnel ;
- Mi-8AV : Conteneur de mines avec systèmes VMR-1 ou −2, contenant de 64 à 200 mines antichars ;
- Mi-8BT : Version antimines ;
- Mi-8MB « Bissektrisa » : Version ambulance militaire ;
- Mi-8R (a.k.a. Mi-8GR) : Version de reconnaissance tactique, avec système ELINT « Grebeshok-5 » ;
- Mi-8K : Reconnaissance et observation d'artillerie ;
- Mi-8TP : Transport de personnel. Systèmes radio évolués R-832 et R-111 ;
- Mi-8SKA : Reconnaissance photo ;
- Mi-8T(K) : Reconnaissance photo ;
- Mi-8TZ : Transport de carburant ;
- Mi-8MTV : Version modernisée de transport armée (voir plus bas) ;
- Mi-8MTYu : Seulement une machine utilisée par la force aérienne ukrainienne, basée à Kirovskoe. Prévue pour la détection de rentrée dans l'atmosphère de véhicules. L'antenne radar est montée dans le nez ;
- Mi-8MSB : Hélicoptère multi-usages modernisé pour les forces ukrainiennes.

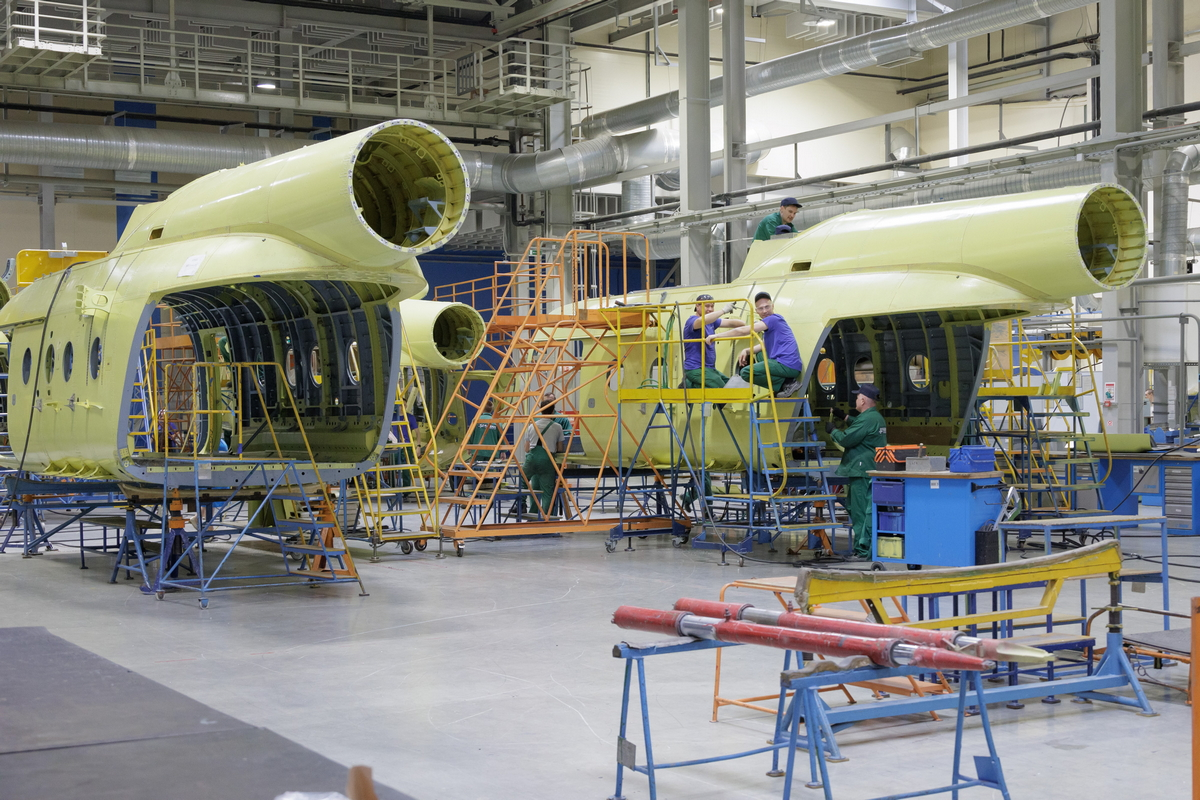
Construction en juillet 2023 de deux Mi-8 en Russie

### Mi-8MTV

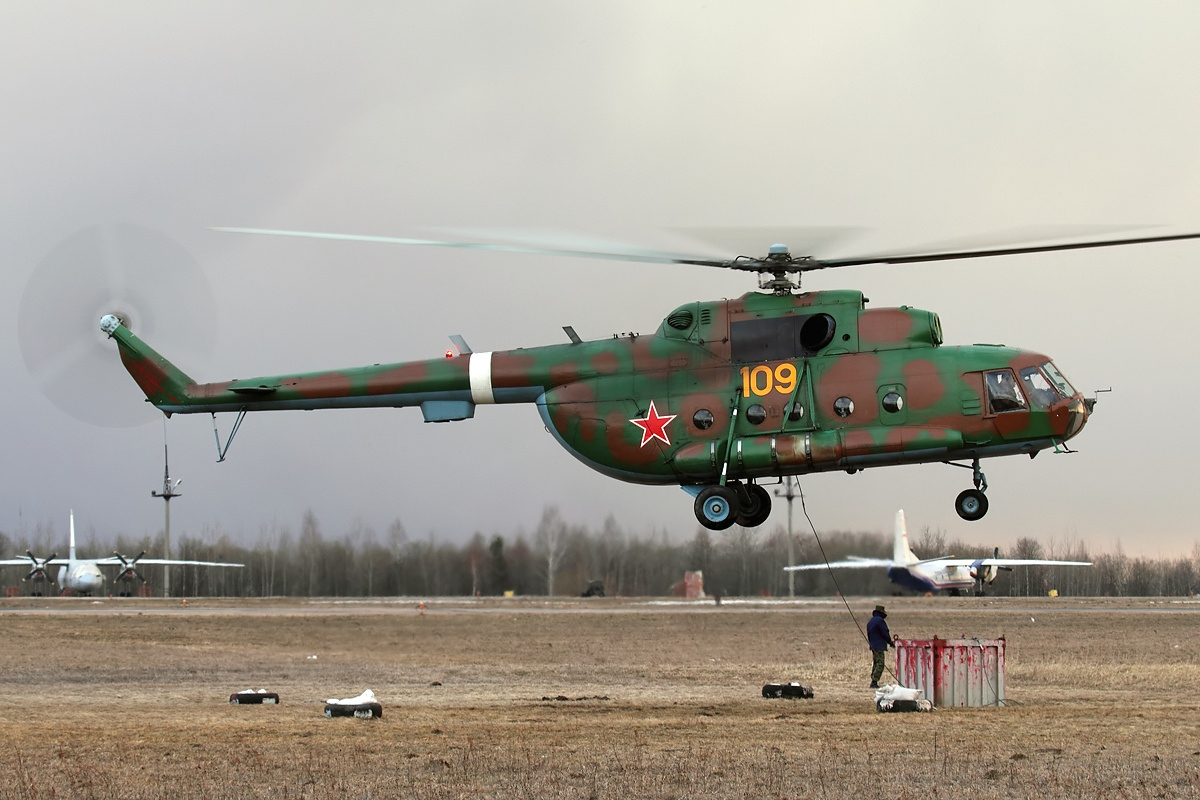
Mi-8MTV2 de la force aérienne russe en 2011.

La désignation MTV vient de « Modernisé, Transport, Armé », soit en russe : « Модернизированный, Транспортный, Vooruzhennyi/vysotny/высотный ».
La mise à jour MT inclut les mises à jour d'abord vues sur le Mi-14, y-compris celle des moteurs (passage des TV2-117 aux TV3-117MT), mise à jour de la boîte de transmission principale, ajout de l'APU AI-9V pour l'énergie électrique et le démarrage du moteur, et rotor de queue déplacé du côté droit au côté gauche de l'appareil. Le passage du standard MT au standard MTV concerne principalement des changements moteur, avec le passage du Klimov TV3-117MT au TV3-117VM, qui a fourni de meilleures performances à haute altitude.
Il existe plusieurs versions du Mi-8MTV : le MTV-1, MTV-2, MTV-3 et le MTV-5.
- Mi-8MTV-1 : La version MTV-1 est principalement à usage civil, tandis que la version MTV-2 concerne surtout les appareils militaires ;
- Mi-8MTV-3 : Le MTV-3 est une version légèrement mise à jour du MTV-2. La différence principale est l'ajout d'un radar météorologique dans le nez. Le MTV-3 peut seulement avoir deux pylônes d'armement externes au lieu de trois comme le MTV-2. Bien qu'il possède moins de pylônes d'emport (4 au lieu de 6), il peut emporter une bien plus grande variété d'armement ;

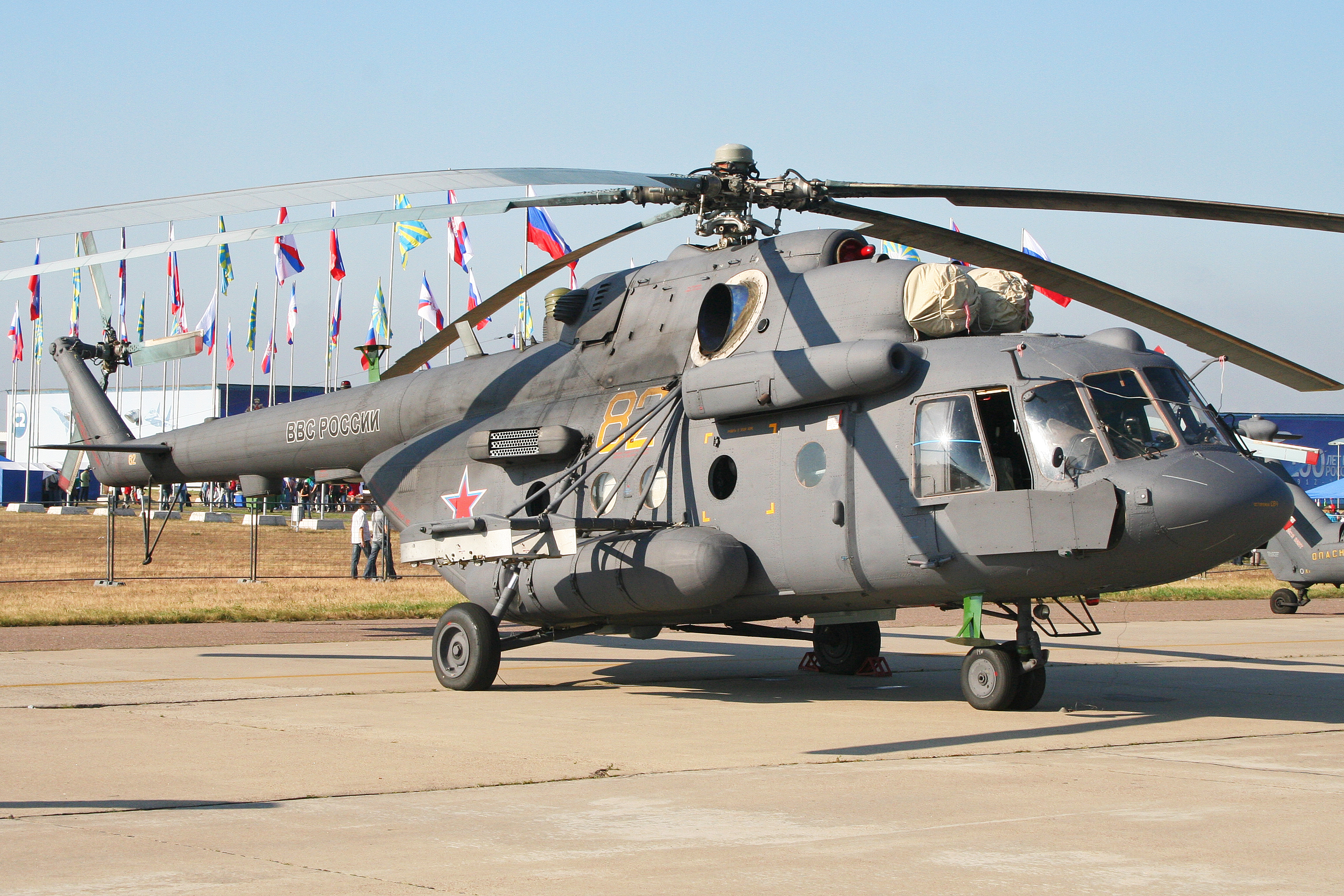
Mi-8MTV5 de la force aérienne russe (VVS) en 2012.

- Mi-8MTV-5 : Le MTV-5 inclut une modernisation importante de l'avionique, ainsi-qu'un carénage de nez en forme de « dauphin », ce qui le différencie des autres Mi-8. Il a aussi des portes des deux côtés du fuselage (la version précédente avait seulement une porte sur le côté gauche de l'hélicoptère) et la porte arrière, en forme de coquille, a été remplacée par un pont-élévateur.

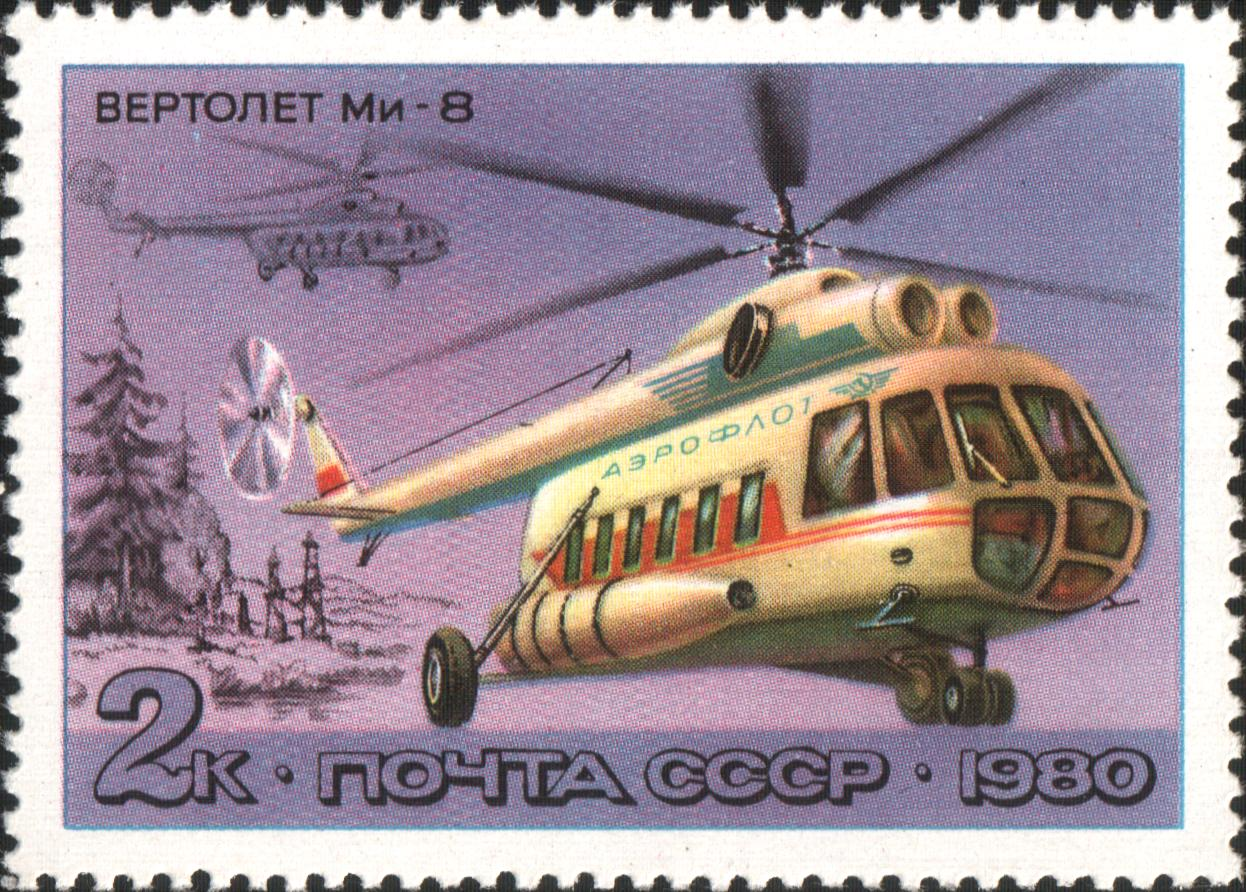
Mil Mi-8, timbre-poste soviétique de 1980.

### Versions civiles
- Mi-8T (OTAN : « Hip-C ») : Transport civil ou militaire pouvant accueillir 24 passagers. Hublots de cabine circulaires, large porte arrière. Le Mi-8T est propulsé par deux turbomoteurs Klimov TV2-117A de 1 677 ch (1,250 kW), donnant à la machine une vitesse maximale de 250 km/h au niveau de la mer ;
- Mi-8P : Version de transport civile pour 28 à 32 passagers. Hublots de cabine carrés, petite porte arrière. La propulsion est assurée par deux turbomoteurs Klimov TV2-117A de 1 700 ch (1,268 kW) ;
- Mi-8S « Salon » : Transport de VIP. De 9 à 11 places, avec cuisine et toilettes ;
- Mi-8MPS : Version de sauvetage, utilisée notamment en Malaisie par les services de lutte anti-incendie ;
- Mi-8MA : Version d'exploration polaire ;
- Mi-8MT : Grue volante ;
- Mi-8AT : Version civile de transport, équipée de deux turbomoteurs TV2-117AG ;
- Mi-8ATS : Version de travail agricole ;
- Mi-8TL : Version utilisée pour l'investigation lors de crashes aériens ;
- Mi-8TM : Version de transport évoluée, avec radar météo ;
- Mi-8TS : Version pour les milieux chauds et les hautes altitudes, utilisée pour les opérations en milieu désertique ;
- Mi-8VIP : Transport de VIP pour 7 à 9 passagers ;
- Mi-8PA : Version modifiée en accord avec la régulation japonaise. Seulement une machine fut construite en 1980. Elle fut utilisée par la société Aero Asahi pour le transport de lourdes charges en montagne. Cet appareil a été mis à la retraite en 1993 pour être conservé dans un musée.

## Mil Mi-17
Le Mil Mi-17 est une version améliorée du Mi-8MT. Les différences essentielles sont, en plus des nouveaux moteurs et de nombreuses améliorations, la position du rotor de queue, situé sur le côté gauche dans le sens du vol.

## Fiche technique
| Mil Mi-8                     |        |                 |                 |                 |           |                 |         |                 |                 |  |
| Paramètres                   | Mi-8 B | Mi-8 MT         | Mi-8 MTK        | Mi-8 PL         | Mi-8 PS   | Mi-8 S          | Mi-8 ST | Mi-8 T          | Mi-8 TB         |  |
| Longueur du fuselage (m)     | -      | 18,42           | 18,42           | 18.37           | 18,31     | 18,31           | -       | 18,31           | 18,31           |  |
| Longueur hors tout (m)       | -      | -               | -               | 25,32           | 25,28     | 25,28           | -       | 25,28           | 25,28           |  |
| Hauteur (m)                  | -      | 5,65            | 5,65            | 6,88            | 5,65      | 5,65            | -       | 5,60            | 5,60            |  |
| Diamètre du rotor princ. (m) | -      | 21,91           | 21,91           | 21,91           | 21,91     | 21,91           | -       | 21,91           | 21,91           |  |
| Diamètre du rotor arr. (m)   | -      | -               | -               | 3,91            | -         | 3,80            | -       | 3,80            | 3,91            |  |
| Masse à vide (kg)            | -      | -               | -               | 8 275           | 6 927     | 7 420           | -       | 7 100           | 4 722           |  |
| Masse maxi (kg)              | -      | 12 000          | 12 000          | 14 000          | 10 400    | 12 000          | -       | 12 000          | 12 000          |  |
| Moteur                       | -      | Klimov TV2-117A | Klimov TV2-117A | Klimov TV2-117M | -         | Klimov TV2-117A | -       | Klimov TV2-117A | Klimov TV2-117A |  |
| Puissance (kW)               | -      | 2 x 1 435       | 2 x 1 435       | 2 x 1 620       | 2 x 1 700 | 2 x 1 104       | -       | 2 x 1 267       | 2 x 1 104       |  |
| Vitesse maxi (km/h)          | -      | 250             | 250             | 230             | 250       | 230-250         | -       | 260             | 230-250         |  |
| Distance franchissable (km)  | -      | 495             | -               | 800             | 480       | 340             | -       | 450-650         | 450-650         |  |
| Plafond opérationnel (m)     | -      | 4 000           | 4 000           | 4 000           | 4 500     | 4 500           | -       | -               | 4 500           |  |
| Equipage                     | -      | 2-3             | 2-3             | 4               | 3+10      | 3               | -       | 3               | 3               |  |

## Utilisateurs
Liste des opérateurs militaires du Mil Mi-8 et Mil Mi-17 en 2024.
- Algérie - 38 Mi-8; 39 Mi-171Sh
- Angola - 27 Mi-8; 8 Mi-171Sh
- Arménie  - 10 Mi-8MT; 4 Mi-8MTV
- Azerbaïdjan - 8 Mi-8; 33 Mi-17-1V
- Bangladesh
- Biélorussie - 8 Mi-8; 12 Mi-8MTV;
- Burkina Faso - 1 Mi-8; 1 Mi-17-1V
- Burundi - 2 Mi-8
- Bosnie-Herzégovine - 4 Mi-8MTV; 8 Mi-8; 1 Mi-17
- Cuba - 2 Mi-8P
- Chine
- Côte d'Ivoire - 2 Mi-8P
- Djibouti - 1 Mi-8T
- République du Congo - 3 Mi-8
- Cambodge - N/C Mi-8; 6 Mi-17
- Corée du Nord
- Égypte - 40 Mi-8T
- Éthiopie - 12 Mi-8 / Mi-17
- Géorgie - 17 Mi-8T; 3 Mi-8MTV-1
- Kazakhstan - 20 Mi-17V-5; 6 Mi-171Sh
- Kirghizistan - 4 Mi-8T; 8 Mi-8
- Libye
- Lituanie - 3 Mi-8
- Macédoine - 4 Mi-8MTV
- Mali - 4 Mi-8T; 4 Mi-171Sh
- Moldavie - 2 Mi-8PS; 4 Mi-8MTV
- Mongolie
- Mozambique - 2 Mi-8
- Namibie - 1 Mi-8
- Ouzbékistan - 15 Mi-8
- Pérou - 1 Mi-8T
- Pologne - 7 Mi-8MT; 15 Mi-8T; 11 Mi-17; 1 Mi-17AE; 5 Mi-17-1V
- République centrafricaine - 1 Mi-8T
- République démocratique du Congo - 2 Mi-8
- Russie
  - Armée de l'air russe - 16 Mi-8MTRP-1 ; 274 Mi-8 / AMTSh / AMTSh-VA /MT / MTV-5 / MTV-5-1 Hip
  - Aviation navale russe - 8 Mi-8J ; 4 Mi-8T; 4 Mi-8MT
  - Service frontalier du FSB de la fédération de Russie - ≈ 100 Mi-8
  - Rosgvardia - 60 Mi-8 / Mi-8AMTSh
- Serbie - 8 Mi-8T; 1 Mi-17; 5 Mi-17V-5;
- Sierra Leone - 2 Mi-17
- Soudan - 5 Mi-8; 3 Mi-17
- Syrie - 10 Mi-8; 20 Mi-17
- Tadjikistan - 11 Mi-8 / Mi-17TM
- Turkménistan - 6 Mi-8 ; 2 Mi-17V-V
- Togo - 2 Mi-8T
- Ukraine - 40 Mi-8 ; 10 Mi-8MTV
- Viêt Nam
- Yémen - 3 Mi-8; 1 Mi-17

## Sources
- L'Encyclopédie des armes, Éditions Atlas[réf. incomplète]